# Sylligma
Sylligma es un género de arañas cangrejo de la familia Thomisidae. Fue descrito por el aracnólogo francés Eugène Simon en 1895.

## Especies
- Sylligma cribrata (Simon, 1901)
- Sylligma franki Lewis & Dippenaar-Schoeman, 2011
- Sylligma hirsuta Simon, 1895
- Sylligma lawrencei Millot, 1942
- Sylligma ndumi Lewis & Dippenaar-Schoeman, 2011
- Sylligma spartica Lewis & Dippenaar-Schoeman, 2011
- Sylligma theresa Lewis & Dippenaar-Schoeman, 2011